# Films and Shows
Albums de Mireille Mathieu
Platinum Collection
(2005) Une vie d'amour
(6 octobre 2014)
Films and Shows est une compilation de la chanteuse française Mireille Mathieu sortie en 2006 regroupant des chansons de films interprétées par Mireille et des chansons que Mireille a interprétées dans les shows de Maritie et Gilbert Carpentier. Cette compilation a été éditée en deux fois : une édition normale et une édition deluxe et limitée avec quelques titres en plus.

## Édition normale

### Chansons de la compilation
- CD 1 (Les films)

1. La bonne année (Francis Lai/Catherine Desage)
2. Paris en colère (Maurice Vidalin/Maurice Jarre)
3. Une histoire d'amour (Francis Lai/Catherine Desage)
4. C'est à Mayerling (Francis Lai/Jacques Plante)
5. Un homme, une femme (Francis Lai/Pierre Barouh)
6. Amour défendu (Christian Bruhn/Eddy Marnay/R. jung)
7. Une fille au cœur cousu de fil blanc (Olivier Dassault/Christian Gaubert/P.A. Dousset)
8. Over the Rainbow (E.Y. Harburg/H. Arlen)
9. Les yeux de l'amour (Burt Bacharach/Gérard Sire)
10. Un jour tu reviendras (Ennio Morricone/A. Lacour/M. Travia)
11. Don't rain on my parade (B. Merrill/J. Styne)
12. Jean qui rit (Eddy Marnay/N.H. Brown)
13. Chante Alleluia (V. Youmans-Clifford/Eddy Marnay)
14. I'd rather be blue (F. Fischer/B. Ross)
15. La plus belle chose au monde (P.S. Webster/S.F. Aim/R. Rouzaud)

- CD 2 (Les shows)

1. Come to the show (Eddy Marnay/G. Gershwin)
2. Dans la maison des chansons (G. Calvi/R. Dhery)
3. Mireille Antoinette (R. Cohen/Eddy Marnay)
4. Trolley Song (R. Blane/Eddy Marnay)
5. Jambalaya (H. Williams/F. Bonifay)
6. Amour, castagnettes et tango (R. Adler/J. Ross/F. Llenas)
7. La fête à la galette (R. Cohen/Eddy Marnay)
8. Le vendredi à la Nouvelle Orléans (I. Berlin/Eddy Marnay)
9. Dolly Sisters (R. Cohen/Eddy Marnay)
10. j'ai envie de chanter (L. W. Gilbert/L. F. Muir/Eddy Marnay)
11. Pour qu'un homme m'aime (J. Herman/Eddy Marnay)
12. Le cœur à l'envers (Gabriel Yared/Ivan Jullien/Eddy Marnay)
13. Vive la musique "I've got rhythm" (G Gershwin/Eddy Marnay)
14. Si mes amis pouvaient me voir (C. Y. Coleman/Eddy Marnay)
15. Une fille à marier (Roger Loubet/Eddy Marnay)

## Édition deluxe

### Chansons de la compilation
- CD 1 (Les films)

1. La bonne année (Francis Lai/Catherine Desage)
2. Paris en colère (Maurice Jarre/Maurice Vidalin)
3. Une histoire d'amour (Francis Lai/Catherine Desage)
4. C'est à Mayerling (Francis Lai/Jacques Plante)
5. Un homme, une femme (Francis Lai/Pierre Barouh)
6. Amour défendu (R. Jung/Christian Bruhn/Eddy Marnay)
7. Une fille au cœur cousu de fil blanc (Olivier Dassault/Christian Gaubert/P.A. Dousset)
8. Over the rainbow (E.-Y. Harburg/H. Arlen)
9. Les yeux de l'amour (Burt Bacharach/Gérard Sire)
10. Un jour, tu reviendras (Ennio Morricone/A. Lacour/M. Travia)
11. Don't rain on my parade (B. Merril/J. Styne)
12. Jean qui rit (N.-H. Brown/Eddy Marnay)
13. Chante Alléluia (V. Youmans-Clifford/Eddy Marnay)
14. I'd rather be blue (F. Fischer/B. Ross)
15. La plus belle chose au monde (P. S. Webster/S. F. Aim/R. Rouzaud)
16. Chanel Solitaire (Eddy Marnay/J. Musy)
17. La voie lactée (Pierre Delanoë/Hoagy Carmichael)
18. Deux petits chaussons de satins blancs (Jacques Larue/Charles Chaplin)

- CD 2 (Les Shows)

1. Come to the show (Eddy Marnay/G. Gershwin)
2. Dans la maison des chansons (G. Calvi/R. Dhery)
3. Mireille Antoinette (R. Cohen/Eddy Marnay)
4. Trolley Song (R. Blane/Eddy Marnay)
5. Jambalaya (H. Williams/F. Bonifay)
6. Amour, castagnettes et tango (R. Adler/J. Ross/F. Llenas)
7. La fille du cow-boy (Eddy Marnay/J. M. Sommers)
8. La fête à la galette (R. Cohen/Eddy Marnay)
9. Le vendredi à la Nouvelle Orléans (I. Berlin/Eddy Marnay)
10. Dolly Sisters (R. Cohen/Eddy Marnay)
11. J'ai envie de chanter (L. W. Gilbert/L. F. Muir/Eddy Marnay)
12. Pour qu'un homme m'aime (J. Herman/Eddy Marnay)
13. Le cœur à l'envers (Gabriel Yared/Ivan Jullien/Eddy Marnay)
14. Vive la musique "I've got rhythm" (G Gershwin/Eddy Marnay)
15. Si mes amis pouvaient me voir (C. Y. Coleman/Eddy Marnay)
16. En dansant (Eddy Marnay/Joe Garland)
17. Une fille à marier (Roger Loubet/Eddy Marnay)
18. Le grand final (Eddy Marnay/George Gershwin)